# Hôtel El Djazaïr
Pour les articles homonymes, voir Saint-Georges.
L'hôtel El Djazaïr (ex Saint-George) est un des plus importants hôtels d'Alger en Algérie. Inauguré en 1889,  l'hôtel est actuellement la propriété de la chaîne hôtelière homonyme « El-Djazaïr » qui possède quatre autres hôtels prestigieux en Algérie.

## Histoire
Ancien palais du bey d'Alger construit en 1514, il est transformé en pensionnat de jeunes filles au début de la colonisation française. En 1889, l'ancien pensionnat est transformé en hôtel et devient le repaire[évasif] de l'aristocratie britannique.
Le 10 novembre 1942, au salon des Ambassadeurs, est signé le cessez-le-feu entre le général Dwight Eisenhower et l'amiral Darlan lors du débarquement des Alliés en Afrique du Nord. À l'étage du dessus, la chambre occupée par le général Eisenhower a été conservée. Et, sur la porte voisine, une plaque a été apposée qui rappelle que « le général Dwight Eisenhower, commandant en chef des forces expéditionnaires alliées en Afrique du Nord a tenu son quartier général dans cette chambre entre novembre 1942 et décembre 1943 ».
L'hôtel est plusieurs fois bombardé par les Allemands durant les dernières années de la Seconde Guerre mondiale. Gravement endommagé par les nombreux bombardements qu'il avait subis, il ne rouvre ses portes qu'en 1948, après sa rénovation.
En 1974, l'hôtel est de nouveau fermé pour travaux, l'architecte français Fernand Pouillon lui a ajouté deux ailes. Le 23 août 1982, il est rebaptisé à son ouverture « hôtel El Djazaïr ».
Les murs de l'hôtel sont ornés de panneaux en céramique de Mohamed Boumehdi ainsi que des portraits de célébrités qui, au fil des décennies, ont fréquenté les lieux. Entre autres, le prince et la princesse de Galles Édouard VII et Alexandra, le baron de Rothschild, Winston Churchill, Jean-Paul Sartre, Simone de Beauvoir.

## Caractéristiques
L'hôtel dispose de 296 chambres réparties en trois catégories : Superior, Delux et Premium. L'établissement dispose aussi de 59 suites dont certaines ont une vue sur la baie d'Alger. Il propose aussi six salons de réception de 12 à 250 personnes pour organiser des conférences, réceptions, cocktails et soirées de gala.
L'hôtel dispose aussi d'un spa proposant divers services tels qu'une piscine, hydrothérapie, massages, hammam, jacuzzi, institut de beauté et salon de coiffure. Il dispose aussi d'un centre de remise en forme de 90 m2 et un terrain de tennis. À l'intérieur de l'hôtel, se trouvent un service de blanchisserie, un voiturier, deux restaurants dont un chinois, une cafétéria, une boîte de nuit et un bar.